# Popmusik

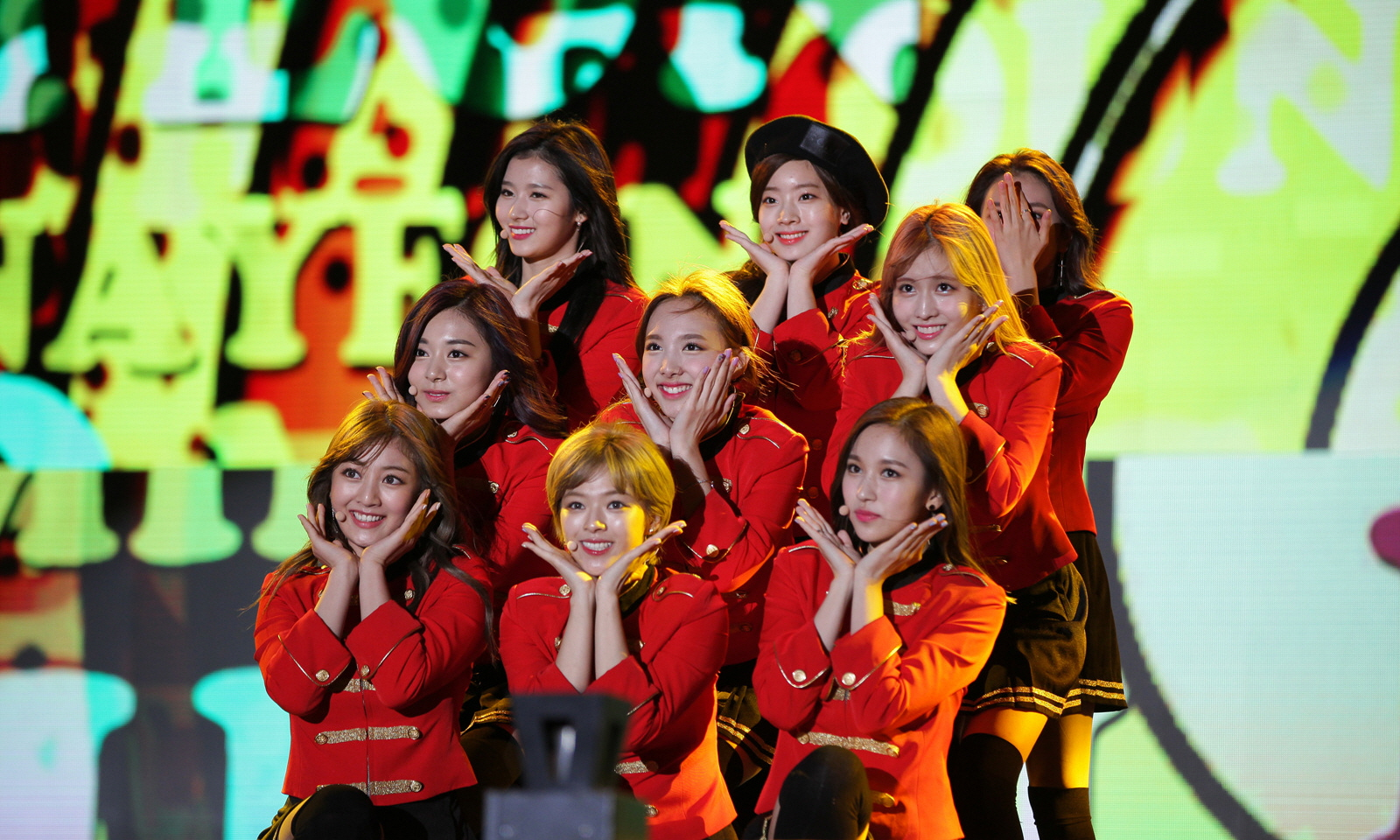
Sydkoreanska gruppen Twice är ett exempel på K-pop.

Popmusik eller bara pop är ett begrepp som först användes 1926, på engelska, som en förkortning för ordet "popular", bland annat populärmusik, men sedan slutet av 1950-talet har det under den alternativa benämningen pop handlat om en genre inom populärmusik, som ursprungligen karakteriserades som ett lättare alternativ till rock'n'roll.

## Historik
London blev snabbt ett centrum för popmusiken, som ansågs vara mindre rebellisk än den upproriska rockmusiken från USA.  I slutet på 1960-talet började man skilja mellan rock och pop. Popmusiken görs normalt av popgrupper med musiker, och/eller popartister som gruppens sångare eller sångare med separat kompgrupp, samt låtskrivare, musikproducent etc. I samband med en konsert / musikfestival eller en speciell lansering kallas en sådan artist eller grupp eller tillfällig sammansättning av artister för en akt.
Typiska popgrupper spelade mer kommersiellt gångbar musik, vars sånger snarare handlade om kärlek och dans än om politik och ungdomsrevolter, vilket ansågs harmlöst av det så kallade "etablissemanget". Dessa gruppers främsta kännemärke torde vara det (för den tiden) långa håret, kostymer samt Chelseaboots. Det långa håret utgjorde ett synnerligen irriterande inslag emot etablissemanget i denna tonårskultur. Typiska popgrupper under 1960-talet var bland andra The Beatles, The Hollies, The Animals och The Monkees. Några samtida svenska popgrupper var Tages, Shanes, Ola and the Janglers, Hep Stars och Hounds.
Som populärmusik räknas alltså så skilda artister och grupper som till exempel Michael Jackson, Abba, Alphaville, the Beatles, Bing Crosby, Madonna och Elvis Presley. Termerna populärmusik, konstmusik och folkmusik är dock alla problematiska då de utgår inte bara från hur musiken låter utan också hur den socialt konstrueras och uppfattas av publik och kritiker.

### 1950-talet
På 1950-talet var popmusik en synonym till rock'n'roll.

### 1960-talet
Under början av 1960-talet blev i Storbritannien pop en term för beat-musiken, med artister som The Beatles i spetsen. Andra populära popgrupper under denna tid var Hollies och Kinks. I USA fortsatte pop att användas som en synonym till rock'n'roll. I slutet av 1960-talet började rock att kontrasteras mot popen som en särskilt musikgenre, där pop fick beteckna bredare, mer lättsam och lättillgänglig musik.

### 1970-talet
Under andra halvan av 1970-talet var Abba och Bee Gees populära grupper i en tid då popmusiken fick ett discosound. Några andra framgångsrika artister och grupper under detta årtionde var Olivia Newton-John, Elton John, Electric Light Orchestra (ELO) och 10cc.
I Sverige fanns frånsett Abba vid framför allt decenniets början vissa svårigheter att etablera kommersiell popmusik, då proggrörelsen nådde framgångar och det inom det tidiga 1970-talets politiska vänster fanns starkt motstånd mot kommersiellt inriktad musik.

#### Disco
Under början av 1970-talet förknippades popmusik främst med den då omoderna musiken från 1960-talet. Discokulturen är en musikstil som skapades under 1970-talet. Den ursprungliga discokulturen växte fram på New Yorks nattklubbar under 1970-talets första år, och förknippades från början inte alls med popmusik. Musiken som spelades var soul, funk och latinamerikansk musik. I takt med att kulturen växte uppstod även discomusiken som en egen genre. 1975 brukar räknas som det år då discomusiken fick sitt kommersiella genombrott och musiken hade sin kommersiella storhetstid 1976-1979. Dansfilmen Saturday Night Fever kom 1977 och introducerade en lättsmält bild av discokulturen till en masspublik.
Det producerades aldrig speciellt mycket disco i Sverige. Musikrörelsen (proggen) hade fortfarande visst initiativ i det svenska musiklivet, och discons välproducerade musik med till synes ganska opolitiska texter ansågs stå för allt som var dåligt. De få exempel av svensk disco som ändå finns är Abba, vars album Voulez-Vous är gruppens mest discobetonade. 
Mot slutet av 1970-talet började också musiken i viss mån att influeras av det tidiga 1960-talets musik, som kommit att inkluderas i begreppet pop, och benämningen blev inte längre lika belastande.

#### New wave
New wave är också en bred genre. Den var populär från mitten av 1970-talet fram till mitten av 1980-talet då populärmusikens pendel svängde åt det materialistiska hållet. Under 1990-talet lade sig nya band till med samma musik, men under andra kategorier som "alternative", "underground" med flera. New wave har ibland förklarats vara den musik som punkbanden spelade när de till slut blivit skickliga musiker. Detta stämmer bara till liten del, med band som exempelvis Ramones. New wave utvecklades snarare samtidigt och jämsides med punken med grupper/artister som Talking Heads, The Police, Blondie, Elvis Costello med flera. Det som är kännetecknande för new wave från 1977 och en bit in på 1980-talet är ifrågasättande sångtexter, drag av andra musikstilar som punk och reggae, blandade band med avseende på kön och etnicitet samt en stor bredd.

### 1980-talet
Under 1980-talet började synthar och trummaskiner, liksom synthprogrammerade stråkar, höras på många ställen i alltfler låtar. Först inom så kallad synthpop med grupper som Depeche Mode, Soft Cell och The Human League, men detta sound spred sig senare till övrig pop. Popmusiken var under 1980-talet ofta dansvänlig och med musikvideons födelse fick den visuella framtoningen en allt större betydelse. Framgångsrika artister och grupper var bland andra Michael Jackson, Milli Vanilli, Janet Jackson, Prince, A-ha och Madonna. I slutet av 1980-talet nådde den svenska popduon Roxette stora internationella framgångar.

### 1990-talet

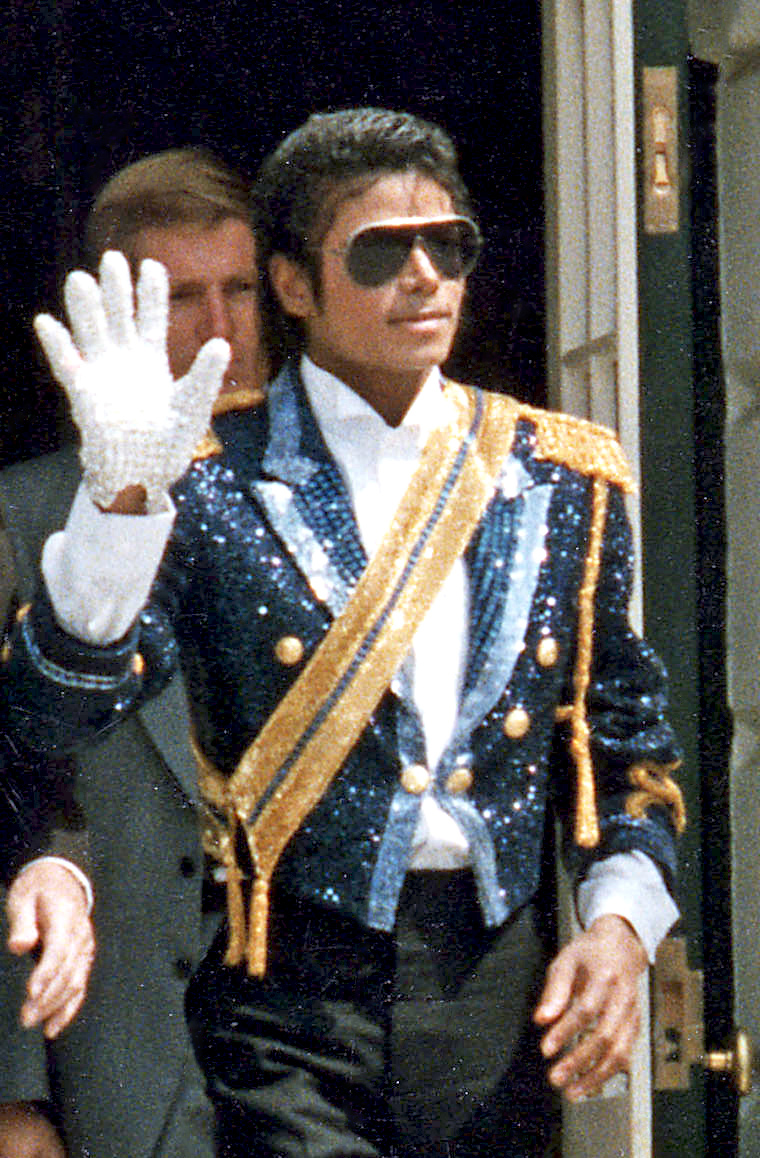
Michael Jackson, ofta kallad "Kungen av Pop".

Efter att det tidiga 1990-talet dominerats av "tuffare tag", med hårdrock, heavy metal, punk och grunge började under andra halvan av 1990-talet mer "lättsmält" musik, som brukar klassas som pop, återigen nå stora framgångar, med artister som Britney Spears och Christina Aguilera. Pojkband som Backstreet Boys och Five och tjejgrupper som Spice Girls blev populära. Kvinnliga artister skördade stora framgångar, och artister från allt fler länder nådde framgångar. Svenska Ace of Base blev stora internationellt.
I Sverige var tuggummipop populärt under slutet av 1990-talet. Dr. Bombay och Martin Svensson regerade bland svenska artister i genren. Punkpop blev åter populärt. Även hiphopen började få plats i musiksverige efter att Petter slagit igenom.

#### Indiepop
Indiepop är ett slags popmusik, där indie är en förkortning för "independent". Benämningen kommer från Storbritannien där mängden små, oberoende independentbolag växte upp som svampar ur jorden under och efter punkrörelsen.
De oberoende skivbolagen inriktade sig på utgivning av pop och rock som kanske inte alltid var så kommersiellt gångbar. Benämningen indie uppstod under 1980-talet, och på skivbolag som Stiff Records, Chiswick, Postcard, Sarah, Factory, Creation Records och Rough Trade sågs en ny stark våg av popmusik växa fram, ofta med rötterna i 1960-talets brittiska poptradition, även om begreppet indiepop är mycket vagt, då det innefattar en väldigt stor mängd stilar. Gemensamt för indiebanden var att de ansågs erbjuda ett alternativ till den mer putsade och glättiga kommersiellt inriktade listpopen.

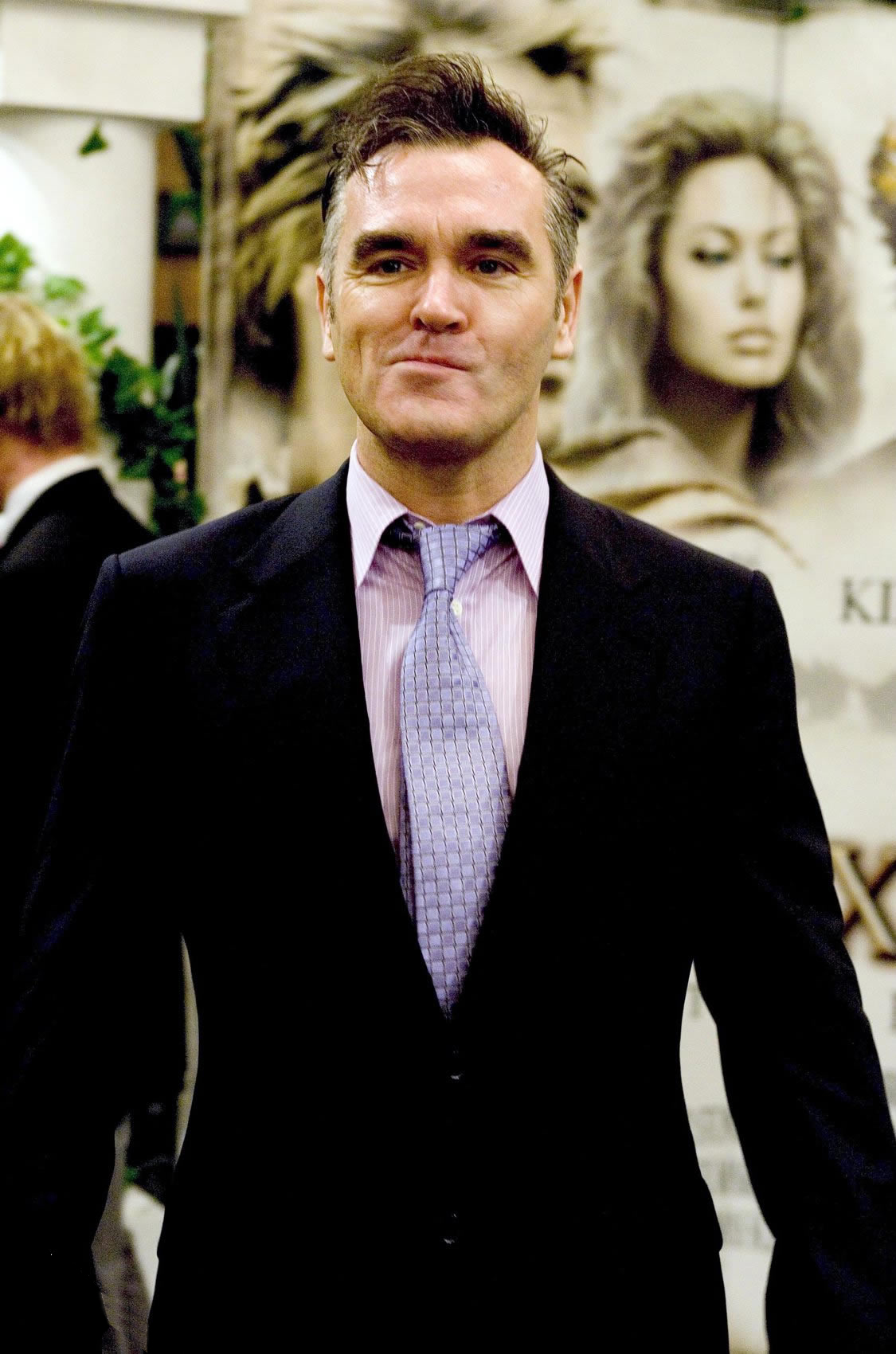
Morissey, sångare i The Smiths.

Det största indiebandet under 1980-talet var förmodligen[källa behövs] The Smiths, lett av sångaren Morrissey som spelade lättillgänglig pop som även gjorde sig på hitlistorna, men som erbjöd mer intellektuella texter och en vass samhällskritik mot samtidens Storbritannien och dess premiärminister Margaret Thatcher.
Under 1990-talet började indiepopen i allt större skala krypa in på försäljningslistorna, och det hela kulminerade så småningom med britpop-vågen. Dessa band var liksom sina föregångare oftast gitarrbaserade med rötterna i 1960-talets pop och grupper som Oasis och Blur var mer än tydliga med sina influenser från till exempel Beatles och The Kinks.

### 2000-talet
Populära artister under 2000-talet var bland andra Britney Spears, Kelly Clarkson, Anastacia och Madonna. Genom TV-programmet American Idol i USA, som hade premiär den 11 juni 2002, producerades framgångsrika popstjärnor, och liknande TV-program startades i många andra länder. I Sverige vann Måns Zelmerlöw Melodifestivalen 2015 med operapoplåten Heroes. Bland andra Robyn och Agnes är några svenska internationella stjärnor.

### 2010-talet
Populära artister under 2010-talet var bland andra Lady Gaga, Maroon 5, Adele, Bruno Mars, Rihanna, Katy Perry, David Guetta, Sia, Ariana Grande, Nicki Minaj, Taylor Swift, Pitbull, Alan Walker, Drake, Beyonce, Jay-Z, Billie Eilish, One Direction, Harry Styles och Post Malone.

## Låtstruktur
En poplåt kan byggas upp på många olika sätt, men består vanligen av elementen intro, vers, brygga, refräng, stick och outro. Vilka av elementen som förekommer, och i vilken ordning, varierar kraftigt.
En klassisk poplåt med alla dessa element har uppbyggnaden intro, vers, brygga, refräng, vers, brygga, refräng, stick, brygga, dubbel refräng, outro.